# Teoremat regresji
Teoremat regresji – pojęcie wprowadzone do teorii ekonomii przez głównego przedstawiciela szkoły austriackiej, Ludwiga von Misesa. Miało ono służyć jako wyjaśnienie przyczyn posiadania przez pieniądz siły nabywczej.
Dla wielu ekonomistów teoria wyjaśniająca genezę siły nabywczej pieniądza poprzez jego użyteczność krańcową była paradoksalna, gdyż jeśli siła nabywcza pieniądza jest determinowana przez popyt na pieniądz a popyt na pieniądz przez jego siłę nabywczą, to cała teoria przyjmuje formę błędnego koła.
Próbując wybrnąć z tego paradoksu, Mises tłumaczył, że jednostka, która decyduje się nabyć pieniądz po określonej cenie w danej chwili, kieruje się swoją informacją o „wczorajszej” sile nabywczej pieniądza – ustalonej podczas wcześniejszych wymian. Analogicznie, o popycie na pieniądz „wczoraj” decydowała jego siła nabywcza „przedwczoraj”. Nie prowadzi to do błędu regressus in infinitum, oddalenia problemu w nieskończoność, gdyż powstanie pieniądza miało swój początek w zastosowaniach niepieniężnych – służył wcześniej produkcji lub konsumpcji.
Stąd Mises wyróżnia dwa rodzaje popytu: popyt związany z zamiarem użycia dobra do konsumpcji i produkcji oraz popyt wynikający z zamiaru użycia dobra do wymiany, z czego ten ostatni jest zawsze wtórny wobec pierwszego. W warunkach pieniądza kruszcowego można określić je jako popyt „przemysłowy” i „monetarny”.
Teoremat regresji został sformułowany przez Misesa w 1912 roku w książce Theorie des Geldes und der Umlaufsmittel (Teoria pieniądza i kredytu). Teoremat regresji stanowi odtworzone wstecz zastosowanie teorii ewolucyjnego powstania pieniądza jako instytucji społecznej, przedstawione pierwotnie przez Carla Mengera. W swoim największym dziele – Ludzkim działaniu – Mises podejmuje się obrony teorematu przed krytyką B. M. Andersona (artykuł Value of Money) i H. Ellisa (artykuł German Monetary Theory).